# Ордашево
Орда́шево (рос. Ордашево, чув. Урташ) — присілок у Чувашії Російської Федерації, у складі Кільдішевського сільського поселення Ядринського району.
Населення — 144 особи (2010; 128 в 2002, 215 в 1979, 282 в 1939, 280 в 1926, 239 в 1897, 149 в 1858).

## Історія
Історична назва — Ардашева. Засновано 18 століття як виселок села Шуматово (нині Совєтське). До 1866 року селяни мали статус державних, займались землеробством, тваринництвом, слюсарством, виробництвом одягу. На початку 20 століття діяв млин. 1929 року створено колгосп «Червоний Жовтень». До 1927 року присілок входив до складу Шуматовської волості Ядринського повіту. Після переходу 1927 року на райони — у складі Аліковського, з 1939 року — у складі Совєтського, у період з 26 листопада по 18 грудня 1956 року — знову у складі Аліковського, потім — у складі Ядринського району.

## Господарство
У присілку діють фельдшерсько-акушерський пункт та спортивний майданчик.